# Honneur de bataille répugnant
Plusieurs honneurs de bataille gagnés par des unités militaires indiennes, anciennement des unités de la Compagnie anglaise des Indes orientales et plus tard du Raj britannique, ont été déclarés répugnants par le gouvernement indien.
Il est interdit de faire figurer ces honneurs de bataille sur les couleurs et uniformes des unités qui les ont reçus, ainsi que de célébrer des commémorations de ces batailles.
Cette décision a été prise après l'indépendance et concerne des batailles qui ont contribué à la subjugation de l'Inde par les britanniques.